# Desfilada de moda

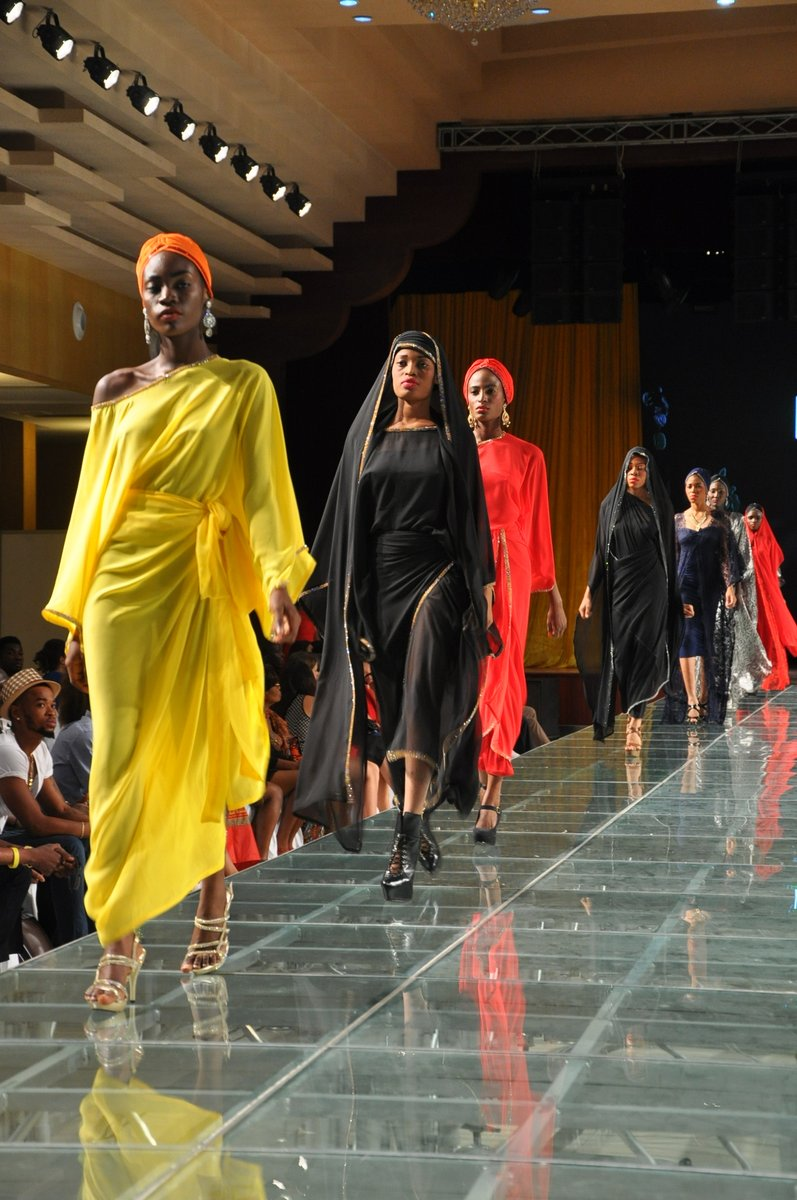
Desfilada de moda al Nigèria.

Una desfilada de moda és un espectacle viu que consisteix a presentar un per un davant d'un públic estàtic, una sèrie de models de roba amb els seus accessoris, que un estilista ha creat i que és presentat per models professionals. Normalment les o els models presenten la roba desfilant o caminant per una pista anomenada passarel·la.

## Presentació
Se celebra una desfilada de moda amb l'ajuda de models reclutades a agències que passegen per una passarel·la alineada amb clients potencials, compradors i distribuïdors, crítics -periodistes especialitzats, fotògrafs i de vegades bloggers influents- reunits per a l'ocasió. Per tant, com a moda, també serveix com a mitjà perquè els creadors proporcionin la seva visió personal de la moda per a la temporada vinent, i com a tal, és una representació gairebé artística i assegura que les empreses patrocinadores renovin la seva imatge de marca. Didier Grumbach subratlla que "sempre és un espectacle complet que ha de transmetre emoció i explicar una història en pocs minuts".
La roba teòricament està disponible per comprar en la seva versió definitiva de prêt-à-porter (una versió adaptada de l'alta costura per a la vida diària), i es presenta en prototips tot sovint únics, de vegades fins i tot mai comercialitzats. El costurer John Galliano, llavors a Dior, deia "La desfilada de moda és la fragància, l'essència de la col·lecció. És la manera d'inspirar als compradors i periodistes a inspirar-se. A continuació, vam mostrar al showroom tota la gamma de productes, reelaborats i adaptats al mercat. En la nostra empresa, aquestes dues cares de la mateixa col·lecció es dissenyen en paral·lel" No obstant això, la majoria de les vendes importants pels compradors professionals són realitzades ben abans, en el moment de la precol·lecció; la desfilada serveix només a demostrar el poder creatiu de les marques. És abans de res una operació de comunicació més que una acció comercial.
En l'alta costura, on la passarel·la pren la forma d'un ritual, aquest espectacle s'organitza durant dues setmanes de desfilades a París, així com en diversos llocs del món, com Nova York, Milà i Londres.

## Història
Sir Charles Frederick Worth és l'origen de les desfilades de moda, però és gràcies a la modista Lucy Christina Duff Gordon que deu la teatralització de l'esdeveniment. En el 1911, Lucy Christina Duff Gordon inaugura el seu magatzem parisenc i convida a les seves models a prendre poses dramàtiques. La desfilada de moda pren el sentit del fashion show anglès, il·lustrant la dimensió espectacular.
Els anys 20, aporten aspectes de presentacions artístiques a la desfilada, sobretot amb la integració de la dansa, de la música i de la decoració. En el 1923, la modista Jeanne Paquin fa desfilar les seves models al teatre Place de Londres. L'americana Irène Castle crea per Coco Chanel el transcurs familiar de la model: "malucs cap endavant, espatlles caigudes, una mà es llisca en la butxaca i l'altra en moviment"
Des dels anys 1930, la música pren una part cada cop més important, així com els jocs de llums. A partir dels anys 1960, la música es va fer càrrec dels números que anunciaven les models que desfilaven. Mary Quant demana a les seves models de dansar sobre la passarel·la. André Courrèges, Paco Rabanne i encara Pierre Cardin inventen posades en escena més conceptuals. L'escena d'obertura de la pel·lícula de William Klein Qui êtes-vous, Polly Maggoo?, il·lustra perfectament l'atmosfera del moment.
En el decenni següent, Kenzo deixa a les seves models improvisar: cap coreografia s'ha imposat i es donen resultats molt sorprenents.
Des de 1980, amb els joves creadors, les desfilades de moda tenen una real escenificació, és la «moda-espectacle», com la imatge de Thierry Mugler tan escenogràfica com costurera. Extravagants i ostentoses són els dos adjectius que qualifiquen les presentacions. En el decenni següent, les supermodels són omnipresents en les passarel·les: sexe i luxe són indissociables com es demostra en els shows de Gianni Versace. En paral·lel es desenvolupa al cap d'uns anys una moda minimalista a les desfilades.
Alguns estilistes o costurers han sigut reconeguts per les seves desfilades de moda: Hussein Chalayan, Thom Browne, Martin Margiela, i també John Galliano. Després dels anys 2000, període durant el qual les desfilades han esdevingut més i més desmesurades per les grans cases, el cost d'aquestes ha esdevingut important. De 100.000 euros segons Didier Grumbach, fins a més de cinc milions d'euros per Chanel, Vuitton o Dior. La posada en escena per escenògrafs de renom així com les models, ocupen una gran part de les despeses.
Als anys 1950, una desfilada d'alta costura dura més d'una hora i mitja. Deu anys més tard, és la meitat, i quaranta anys més tard, dura vint minuts. En els nostres dies, una desfilada dura aproximadament de set a onze minuts. "Venem les idees allà... Esperem més temps per a les desfilades que per veure-les" lamenta Olivier Saillard.

### Desfilades històriques a França
Certes desfilades marquen durablement la moda; en la majoria dels casos, la desfilada s'ha retingut com data d'una col·lecció emblemàtica i n'esdevé el símbol. Però de vegades la desfilada en la seva forma obté una plaça preponderant per allò que aporta de nou.
Elsa Schiaparelli complica la posada en escena, sovint amb sentit de l'humor, adoptant temes per als seus espectacles, inclòs el famós "Cirque" que va tenir un impacte a escala nacional en el 1938. És la primera a barrejar xou i moda d'aquesta manera. Aquest espectacle inclou un equilibrista, malabaristes, pallassos i animals instruïts. L'èxit fa que vengui diverses creacions directament inspirades en el circ. Aquesta presentació marca una fita en la història de les desfilades de moda: la forma és tan important com la roba mateixa.
En el 1947, Christian Dior, que acabava d'obrir la seva casa d'alta costura, va presentar el que va ser la col·lecció més famosa de la història, el "New look". L'any d'aquesta desfilada de moda es va convertir en una data clau en la revolució provocada pel modista i un gir radical immediat de la moda després dels anys de la guerra. La mort de Dior deu anys més tard, amb el jove Saint-Laurent, triat pel modista per succeir-li a la seva casa, presenta la seva col·lecció "Trapèze", que va suposar un triomf per al dissenyador de moda. Per aquesta desfilada, Yves Saint-Laurent mostra les seves qualitats, però igualment mostra el fet que una casa de costura pot sobreviure en l'absència del seu fundador.
Als inicis de 1964, Courrèges renova la moda de l'època amb la seva col·lecció «The Moon Girl» amb un esperit «còsmic»; el mini-vestit fent ús del PVC, amb les seves models saltant i ballant, fa que André Courrèges canviï, al curs de la seva carrera, el principi mateix de la desfilada. En el 1971, Yves Saint-Laurent escandalitza amb la seva col·lecció titulada «Libération» recordant els anys de guerra i l'Ocupació.

## Desfilades als Països Catalans
A Barcelona té lloc la 080 Barcelona Fashion Week (Setmana de la Moda de Barcelona 080) cada any des del 2007, i és una refundació i continuació de l'antiga Passarel·la Gaudí que va néixer els anys 1980. Al la mateixa ciutat també té lloc la Passarel·la Gaudí Núvies, dintre de la Barcelona Bridal Fashion Week, abans coneguda com a Saló Internacional Núvia Espanya, especialitzada en moda de bodes.
Rei Kawakubo presenta per primer cop a París la seva col·lecció l'any 1981. Poc coneguda pel gran públic, el ressò a la moda és immens; aquesta desfilada quedarà — junt amb la primera de Dior com una de les més notables de la història de la moda per la revolució estilística que va engendrar. Tres anys més tard, Thierry Mugler dona un espectacle al Zénith: els espectadors paguen per assistir a la grandiosa desfilada del creador. La primera col·lecció de Christian Lacroix marca la seva època de manera entusiasta, per la seva creativitat i la seva renovació completa de les tendències dels anys 1980: "no pots creure-ho i ningú pot superar-ho" escriu llavors a la premsa.
La re-interpretació de la Mort del cygne per Shalom Harlow en el moment de la col·lecció d'Alexander McQueen en la primavera-estiu del 1999, és l'apogeu de les desfilades del creador anglès qui ha sigut regularment assenyalat pels seus xous sovint controvertits. L'altre anglès, John Galliano, qui sol teatralitzar amb excés les seves presentacions, presenta múltiples desfilades notables al curs de la seva carrera per Dior, de la qual sobresurt «Massaï» en el 1997, i sobretot la col·lecció «Clochards» a principis dels 2000 o «La moda per tots» en el 2006, amb desfilada de nans i de gegants. Cap a aquesta època, Karl Lagerfeld dona per Chanel desfilades d'alta costura amb decoracions desmesurades, tals com un lleó gegant, un immens tailleur Chanel, un iceberg de 265 tones, o la decoració d'una ciutat bombardejada.
Yves Saint-Laurent fa en la seva última desfilada, en el 2002, una gran retrospectiva de les precedents. Tots els clàssics del costurer són sobre la passarel·la.
La marca Louis Vuitton i el seu estilista de l'època Marc Jacobs, fan rodar una locomotora a vapor a la cour Carrée del Louvre l'any 2012.

## Passarel·la
Tradicionalment, la passarel·la és llarga, estreta i recta, situant-se en un extrem i amb el públic a cada costat, al llarg i a l'altre costat. Després de sortir de l'escenari, les models van caminant d'un extrem a l'altre, després es van donant la volta i prenent el mateix camí a l'inrevés, abans de tornar cap al backstage.
Existeixen igualment passarel·les més elaborades, que no són més rectilínies, sinó que poden presentar viratges.